# Párniczky Gábor

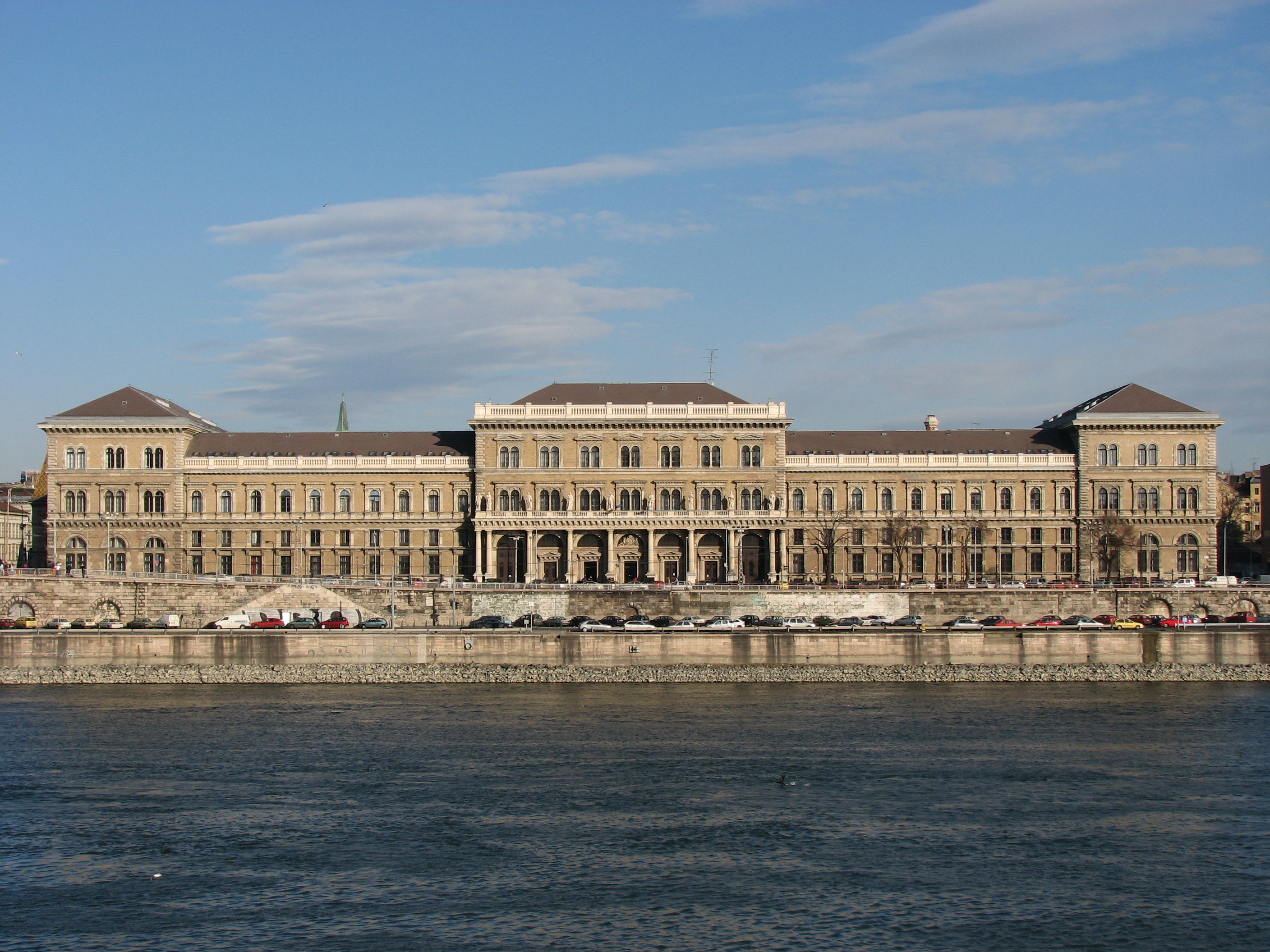
1953-1992 között a Marx Károly Közgazdaságtudományi Egyetemen tanított

Párniczai Párniczky Gábor (Budapest, 1925. április 27. – Budapest, 1992. május 9.) magyar statisztikus, egyetemi tanár, a Marx Károly Közgazdaságtudományi Egyetemen.

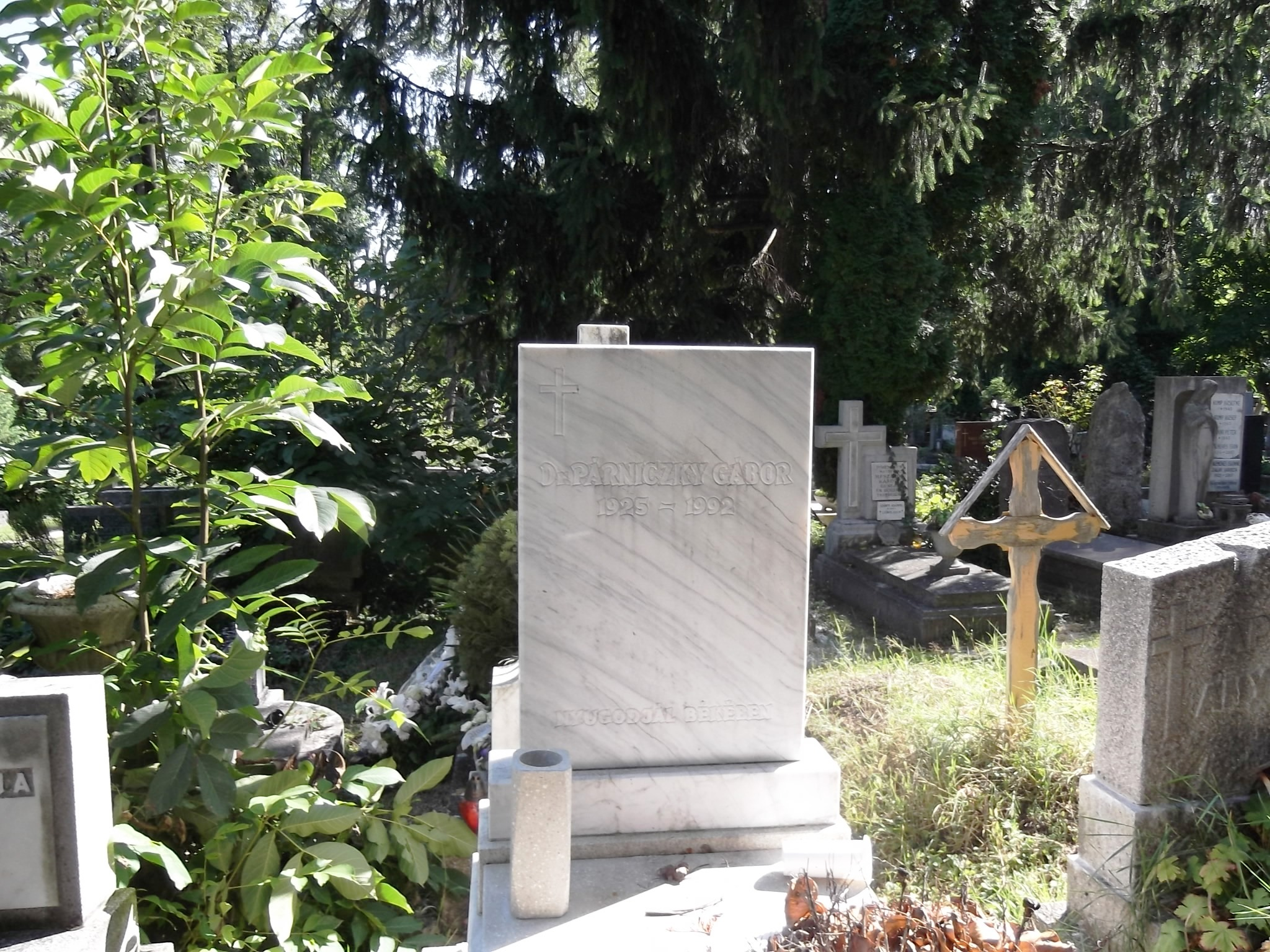
Párniczky Gábor sírja Farkasréti temető (7-8/0/1/540)

| Párniczky Gábor                           | Párniczky Gábor                                               |
| Kattints az alábbi külső linkek egyikére! | Kattints az alábbi külső linkek egyikére!                     |
| ----------------------------------------- | ------------------------------------------------------------- |
| Nem található szabad kép.(?)              |                                                               |
| külső link · jogvédett                    | Párniczky Gábor vizsgáztat. Közgazdász. 1962. Június. 13. sz. |

## Életpályája
Párniczky Ede miniszteri tanácsos és Szederkényi Anna (1882–1948) fia. Iskolai tanulmányait az általános iskola elvégzése után az Érseki Gimnáziumban folytatta, érettségi vizsgáját 1943-ban tette le. Felsőoktatási tanulmányait 1943–1948 között a József nádor Műszaki és Gazdaságtudományi Egyetem (majd Agrártudományi Egyetem) mezőgazdasági szakán végezte el. Valószínűségszámítást az Eötvös Loránd Tudományegyetemen tanult. A Statisztikai Szemle és az Acta Oeconomica szaklapok szerkesztőbizottságának tagja volt. Elnöke volt az MTA Statisztikai Bizottságának. 1990-ben munkásságát Fényes Elek-emlékéremmel jutalmazták.

## Munkahelyei, beosztásai
- 1947–1949 Agrártudományi Egyetem Statisztika Tanszéke mellett működő Dunavölgyi Agrártudományos Intézet
- 1949–1951 Szövosz vezető statisztikus
- 1951–1953 Országos Tervhivatal főelőadó 1951-1953
- 1953–1990 Közgazdaságtudományi Egyetem Statisztika Tanszék, adjunktus 1953, docens 1972, egyetemi tanár 1978.

## Tudományos fokozatai, címei
- 1958 egyetemi doktori cím
- 1966 közgazdaság-tudomány kandidátusa
- 1978 közgazdaság-tudomány doktora

## Vezetői megbízásai, külföldi kiküldetései
- 1986–1990 Marx Károly Közgazdaságtudományi Egyetemen a Statisztikai Tanszék vezetője
- 18 évet töltött tartós külszolgálatban
- 1963–1965 ENSZ szakértő Ghána
- 1966–1972 ENSZ Világkereskedelmi és Fejlesztési Szervezet (UNCTAD) Statisztikai Osztály vezetője
- 1969-ben egy évet töltött Ugandában
- 1973–1976 ENSZ statisztikai feladatok
- 1982–1985 ENSZ Élelmezési és Mezőgazdasági Szervezete (FAO) Statisztikai Elemző Szolgálat vezetője
- 1977-től a Nemzetközi Statisztikai Intézet (ISI) tagja

## Legfontosabb publikációi
- Párniczky Gábor (1925-1992) 61 publikációjának az adatai. OSZK. Katalógus.[2]
- Párniczky Gábor a Statisztikai Szemlében 30 tanulmányt publikált. Archívum. Keresés szerző szerint. Párniczky Gábor [3]
- A reprezentatív statisztikai megfigyelés módszere és alkalmazásának egyes kérdései. Statisztikai Szemle, 1954. évi 4. sz. 271–283. old.
- A terméshozam statisztikai vizsgálata a Szolnok megyei mezőgazdasági termelőszövetkezeteknél. Statisztikai Szemle, 1955. évi 2. sz. 117–131. old.
- A standardizálás néhány újabb módszere. Statisztikai Szemle, 1956. évi 5. sz. 433–449. old.
- Új általános statisztikai tankönyv a Német Demokratikus Köztársaságban. (Társszerző Köves Pál, Statisztikai Szemle, 1957. évi 6. sz. 486–494. old.
- A gyümölcstermés statisztikai becslése. (Társszerző Tomcsányi Pál.) Statisztikai Szemle, 1960. évi 6. sz. 604–616. old.
- A reprezentatív megfigyelési módszer alkalmazása Magyarországon. Statisztikai Szemle, 1960. évi 10. sz. 957–994. old.
- Általános statisztika I—II.  Köves Pállal. Közgazdasági és Jogi Könyvkiadó. Budapest. 1960. 1973. 1981.[4]
- A mintavételi torzítás szerepe a reprezentatív megfigyeléseknél. Statisztikai Szemle, 1961. évi 10.sz. 963-983. old., 11. sz. 1107–1124. old.
- A reprezentatív megfigyelés gazdasági hatékonyságának problémái. Statisztikai Szemle, 1962. évi. 7. sz. 725–736. old.
- Az 1963. évi budapesti ENSZ statisztikai szemináriumról. Statisztikai Szemle,1963. évi 3. sz. 299. old.
- Az automatikus osztályozás. Statisztikai Szemle, 1973. évi 10. sz. 999–1009. old.
- A statisztikai információrendszer alapjai. Statisztikai Kiadó Vállalat 1976. 175. old.
- Hozzászólások a koordináta-rendszerben történő csoport képzés kérdéséhez. (Társszerző Kerékgyártó Györgyné.) Statisztikai Szemle, 1978. évi 8–9. sz. 880–882. old.
- A Nemzetközi Statisztikai Intézet Magyar Nemzeti. Bizottságának megalakulása. Statisztikai Szemle, 1981. évi 5. sz. 529–530. old.
- Az árszínvonal-változás mérése hedonikus módszerrel. Statisztikai Szemle, 1982. évi 5. sz. 475–485. old.
- A Nemzetközi Statisztikai Intézet 43. Konferenciája. Statisztikai Szemle, 1982. évi 7. sz. 756–759. old.
- A FAO statisztikai tevékenysége. Statisztikai Szemle, 1987. évi 9. sz. 911–916. old.
- A nemzetközi kereskedelem adatainak konzisztenciája. Statisztikai Szemle, 1988. évi 2. sz. 128–136. old.
- A lakosság egészségi állapotának vizsgálata. (Társszerzők: Dr. Móritz Pálné – Dr. Vukovich György.) Statisztikai Szemle, 1989. évi 1. sz. 66–74. old.
- A fogyasztóiár-index számításának néhány módszertani kérdése. Statisztikai Szemle, 1989. évi 3. sz. 258–265. old.